# Dryander-Nationalpark
Der Dryander-Nationalpark (englisch: Dryander National Park) ist ein Nationalpark im Osten des australischen Bundesstaates Queensland.

## Lage
Er liegt 938 Kilometer nordwestlich von Brisbane, 60 Kilometer südöstlich von Bowen und 20 Kilometer nördlich von Proserpine.

## Landesnatur
Im Park wird eine Küstenlandschaft mit Trockenwäldern geschützt, in der die stark gefährdete Art des Proserpine-Felskängurus eine Heimat gefunden hat. Vom Park aus hat man einen guten Ausblick auf die Whitsunday Islands.